# 普南人
普南人是生活在馬來西亞砂拉越州和印尼加里曼丹熱帶雨林的南島語系原住民。人口約5000人。
普南族以遊耕為生，以旱稻為主要農作物並輔之以一系列熱帶植物，其中包括木薯、芋頭、甘蔗、煙草、狩獵特別是野豬，捕魚和森林資源的收集是其經濟中的其他重要因素。
在20世紀80年代後期，許多普南人，尤其是受過更多教育的年輕人，逐漸遷移到民都魯、詩巫、古晉和吉隆坡等城市地區，尋求更好的生活。但是，他們並沒有完全放棄他們的長屋。許多人仍然會回到家中慶祝他們的傳統節目，如豐收節。
普南族是分層社會，可分為'laja'（貴族），'panyen'（平民）和'lipen'（奴隸）三級，他們本是萬物有靈論者，但在20世紀90年代多改信基督教。